# Brenda Scott

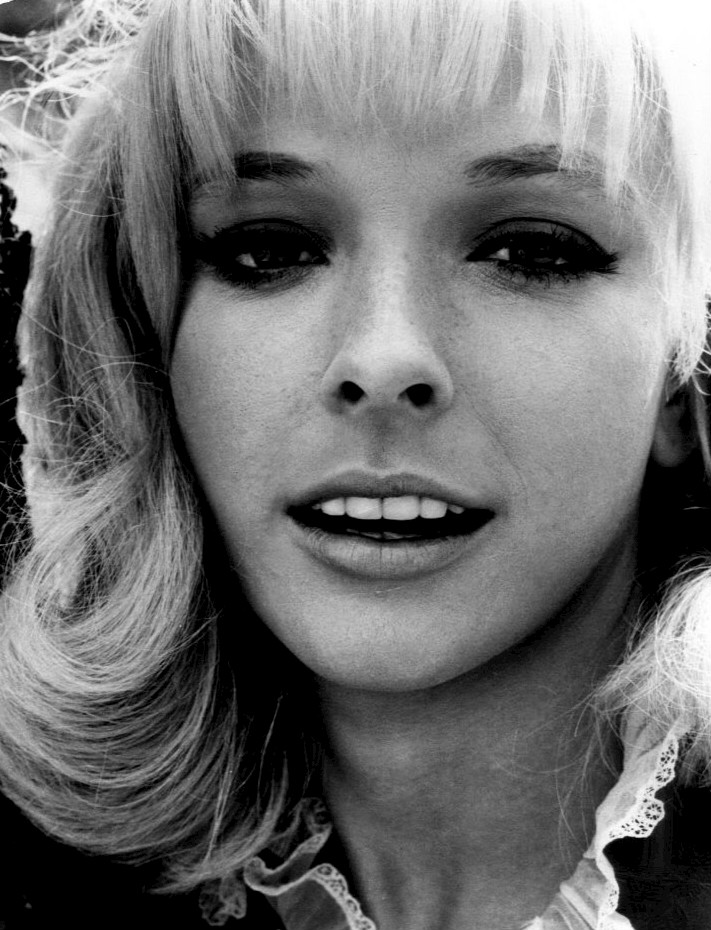
Brenda Scott

Brenda Scott (* 15. März 1943 in Cincinnati, Ohio) ist eine US-amerikanische Schauspielerin.

## Leben
Scott war die Nichte der Schauspielerin Mae Busch und strebte ebenfalls eine Karriere als Schauspielerin an. Ihr Debüt hatte sie 1961 in der Fernsehserie Window on Main Street an der Seite von Robert Young. Sie war in den 1960er und 1970er Jahren ein vielgebuchter Gaststar in den verschiedensten Serienformaten; so war sie mit Rauchende Colts, Die Leute von der Shiloh Ranch, Tausend Meilen Staub und Bonanza in allen wichtigen Westernserien der 1960er Jahre zu sehen. In den 1980er Jahren hatte sie nur einen einzigen Fernsehauftritt in einer Episodenrolle in der Serie Simon & Simon. Zuletzt trat sie in einer im Abspann nicht genannten kleinen Nebenrolle im Kurzfilm The Problem with Fiber Optics auf.
1965 heiratete Scott den Schauspieler Andrew Prine, die Ehe wurde jedoch bereits nach einem Monat wieder geschieden. Im darauffolgenden Jahr heirateten beide jedoch erneut, auch diesmal folgte die Scheidung.

## Filmografie (Auswahl)
- 1961: Window on Main Street (Fernsehserie, 2 Folgen)
- 1962: Kein Fall für FBI (The Detectives, Fernsehserie, Folge 3x14)
- 1962: Der Tiger ist unter uns (13 West Street)
- 1962: Erwachsen müßte man sein (Leave It to Beaver, Fernsehserie, Folge 5x39)
- 1962: Route 66 (Fernsehserie, Folge 3x13)
- 1962–1963: Meine drei Söhne (My Three Sons, Fernsehserie, 2 Folgen)
- 1962–1964: Dr. Kildare (Fernsehserie, 3 Folgen)
- 1963: Rauchende Colts (Gunsmoke, Fernsehserie, Folge 8x26)
- 1963: Temple Houston (Fernsehserie, Folge 1x03)
- 1963: 77 Sunset Strip (Fernsehserie, Folge 6x08)
- 1964: Tausend Meilen Staub (Rawhide, Fernsehserie, Folge 7x02)
- 1964: Einbahnstraße in den Tod (The Hanged Man, Fernsehfilm)
- 1964, 1966: Auf der Flucht (The Fugitive, Fernsehserie, 2 Folgen)
- 1964–1969: Die Leute von der Shiloh Ranch (The Virginian, Fernsehserie, 4 Folgen)
- 1965: Bonanza (Fernsehserie, Folge 6x16)
- 1966: Johnny Tiger
- 1966–1967: The Road West (Fernsehserie, 5 Folgen)
- 1968: Journey to Shiloh
- 1968: Der Chef (Ironside, Fernsehserie, 3 Folgen)
- 1968, 1970: Lancer (Fernsehserie, 2 Folgen)
- 1968, 1970: Mannix (Fernsehserie, 2 Folgen)
- 1969: Hawaii Fünf-Null (Hawaii Five-O, Fernsehserie, Folge 1x14)
- 1969: Here Come the Brides (Fernsehserie, Folge 2x05)
- 1970: The Name of the Game (Fernsehserie, 2 Folgen)
- 1972: Alias Smith und Jones (Alias Smith and Jones, Fernsehserie, Folge 3x11)
- 1975: Adams of Eagle Lake (Fernsehserie, 2 Folgen)
- 1975: Petrocelli (Fernsehserie, Folge 1x19)
- 1976: Bronk (Fernsehserie, Folge 1x15)
- 1977: Quincy (Fernsehserie, Folge 3x04)
- 1979: Walt Disneys bunte Welt (Walt Disney’s Wonderful World of Color, Fernsehserie, 2 Folgen)
- 1983: Simon & Simon (Fernsehserie, Folge 2x23)
- 2005: The Problem with Fiber Optics (Kurzfilm)